# Great Balls of Fire
Pour l’article homonyme, voir Great Balls of Fire!.
Singles de Jerry Lee Lewis
Whole Lotta Shakin' Goin' On Breathless
Great Balls of Fire est une chanson de rock 'n' roll écrite par Jack Hammer et Otis Blackwell en 1957. La version originale de Jerry Lee Lewis en est la plus populaire mais plus d'une centaine d'artistes l'ont interprétée.
Éditée en single par Sun Records avec la reprise de You Win Again d'Hank Williams en face B, la chanson atteint la deuxième place du Billboard Hot 100 en 1958, uniquement devancée par le titre At The Hop de Danny & the Juniors.
Plus d'un million d'exemplaires s'écoulent en une dizaine de jours et plus de 5 millions de singles seront vendus à travers le monde. Entré au Grammy Hall of Fame, il s'agit du plus grand succès de Lewis, dépassant celui de sa sortie précédente Whole Lotta Shakin' Goin' On qui avait plafonné à la 3e place du Billboard Hot 100.
Pour le label Sun, il s'agit du premier titre à atteindre la 1re position au Royaume-Uni, constituant la meilleure vente du label au niveau international.

## Version de Jerry Lee Lewis

### Composition
En 1957, Jack Hammer écrit sa version de la chanson et l'envoie à l'auteur new-yorkais Paul Case, à l'époque consultant musical pour le film Jamboree (en) de Roy Lockwood (en) , film de rock'n roll à petit budget. Case n'aime pas les paroles mais apprécie le titre et prend contact avec Otis Blackwell. Hammer ne l'a jamais rencontré mais n'y voit pas d'inconvénient, ayant conclu un accord de répartition des droits d'auteur en deux parties égales.
Le titre Great Balls of Fire, traduisant une expression de surprise, trouve son origine dans les États du sud des États-Unis vers 1850. Elle dérive de plusieurs références bibliques relatant la présence de Dieu sous la forme du Feu. Hammer, originaire de Géorgie, état du sud et ancré dans la religion (80 % des habitants se disent modérément à très pratiquants), est donc coutumier de l'expression.
En plus de retravailler la chanson, Case demande à Blackwell de trouver un chanteur pour son film. Blackwell part alors en quête d'un jeune artiste de l'époque et parmi plus de 300 singles, est interpellé par Whole Lotta Shakin' Goin' On qu'il voit interprété par Lewis durant le Steve Allen Show (en). Il passe deux jours à réécrire le texte tout en conservant le titre de Hammer, lui donnant par la même occasion un tempo plus rapide à ce qui n'était alors qu'une ballade. En plus de répondre à Case, il envoie une démo à Sam Phillips, patron de Sun Records, qui est persuadé qu'il tient là le second tube de Lewis,.
Le titre est enregistré le 8 octobre 1957 au Sun Studio à Memphis dans le Tennessee. Après quelques verres, Lewis dit qu'il se "sent comme possédé et que l'enregistrement le conduirait en enfer". Phillips parvient à le calmer et la prise retenue se fera avant l'aube.
- Jerry Lee Lewis : piano, voix[12]
- Sidney Stokes : basse[12]
- Un anonyme : percussions[12]

Le bassiste et le percussionniste, qui remplacent les habituels Janes et Van Eaton, n'auront plus aucun contact avec Lewis,.
Sam Phillips choisit de ne pas publier le titre immédiatement après son enregistrement, Whole Lotta Shakin' Goin' On étant encore bien classé dans les charts.
Le titre sort le 11 novembre 1957, soit un jour avant la sortie du film Jamboree (en) dans lequel Jerry Lee Lewis interprète le morceau, ce qui lui donnera une forte exposition médiatique,. Après le succès retentissant de Whole Lotta Shakin' Goin' On, son arrivée de dernière minute au générique du film fait qu'il volera la vedette aux autres acteurs du film pourtant aussi renommés que Carl Perkins, Fats Domino, Connie Francis ou encore Frankie Avalon.
Comme pour son succès précédent, les paroles sont à double sens ,. La chanson sera boycottée par plusieurs stations de radio car jugée sexuellement trop explicite mais cela n'empêchera pas le succès du titre, aidé par des représentations dans les shows télévisés tels que le Patti Page's Big Record TV (en), le Howard Miller Show ou un retour au Steve Allen Show (en), en couleur cette fois.
Le succès était tel que Lewis dira qu'il y avait autant de zéros sur ses chèques que de notes "F" sur son bulletin.
Construite sous une forme AABA, le single est initialement publié sous la référence Sun 281. La pochette du vinyle mentionne simplement "Jerry Lee Lewis" tandis que l'étiquette apposée sur le disque 45 tours précise "Jerry Lee Lewis and his pumping piano".

### Commentaires
Dave Marsch : "Le solo de piano et la manière avec laquelle Lewis effectue le glissé aussi sauvage que ce que pouvait faire Little Richard, combinés aux éclats de rire du dernier couplet traduisent ce qu'est Lewis et les problèmes qu'il rencontre".
Eric Clapton : "Il s'agit du premier titre rock'n roll que j'ai vu à la télévision. Il m'a frappé, il semblait venir d'une autre galaxie".

### Réutilisations du titre liées à Jerry Lee Lewis
Ce titre servira à promotionner plusieurs produits en lien avec Jerry Lee Lewis :
- dès 1957, un album 4 titres intitulé The Great Ball of Fire est édité par Sun[17]. Il ne contient pas le morceau référencé, mais son succès précédent Whole Lotta Shakin' Goin' On et une reprise de Turn Around de Carl Perkins. Mean Woman Blues et I'm Feelin' Sorry complètent ce E.P.[18].
- une biographie rédigée par son ex-femme Myra Gale Brown (en) en 1982, rééditée en 1989[19] et son adaptation cinématographique la même année par Jim McBride, avec Dennis Quaid dans le rôle du chanteur.
- une compilation sortie en 2008[20].
- une autre compilation sortie en 2009[21].

## Classement
Entré au Billboard Hot 100 le 25 novembre 1957, le titre atteint la seconde place le 6 janvier 1958 et reste classé 4 semaines à cette position, derrière le titre At The Hop de Danny & the Juniors.
| Classement (1957-1958)                     | Meilleure position |
| ------------------------------------------ | ------------------ |
| Royaume-Uni (UK Singles Charts)            | 1                  |
| États-Unis (Billboard Hot 100)             | 2                  |
| États-Unis (Billboard Hot Country Singles) | 1                  |
| États-Unis (Billboard R&B Charts)          | 3                  |

En 1989, le titre est réédité à l'occasion de la sortie du biopic Great Balls of Fire!.
| Classement (1989)                        | Meilleure position |
| ---------------------------------------- | ------------------ |
| Pays-Bas (Top 40)                        | 27                 |
| Pays-Bas (Dutch Charts)                  | 30                 |
| Nouvelle-Zélande (NZ Charts)             | 8                  |
| Belgique (Ultratop 50 Singles Vlanderen) | 16                 |
| Belgique (Ultratop 50 Singles Wallonie)  | Tip                |

En 1998, la chanson entre au Grammy Hall of Fame.
La chanson se classe à la 96e position au classement des 500 meilleures chansons du magazine Rolling Stone dans les deux premières éditions, puis passe à la 242e place à la suite de la mise à jour de 2021.
Elle fait partie de la liste de chansons jugées inappropriées par Clear Channel Communications à la suite des attentats du 11 septembre 2001.

## Autres versions
Informations issues de SecondHandSongs, sauf mentions complémentaires.

### Reprises
De très nombreux artistes ont repris cette chanson, notamment :
en single :
- En 1969, Tiny Tim classe sa version (RS 20802) en 45e position de classement du Royaume-Uni[28] et en 85e position au Billboard[29]. Le titre ressortira en face B en 1972, accompagnant un de ses autres succès Tiptoe Through the Tulips[30],
- Les Hassles (en), dont fait alors partie Billy Joel, sortent leur version en single en 1969[31],
- Michel Polnareff en 1972[32],
- En 1980, le groupe Nightmare[33] place sa reprise durant 11 semaines au classement sud-africain sur Springbok Radio (en). Ils atteindront le 7e place[34].

dans un medley :
- Johnny Winter dans son Rock and Roll Medley sur l'album Live Johnny Winter And (1971),
- Le groupe Jive Bunny and the Mastermixers sample le titre dans leur medley That's What I Like en 1989,
- Status Quo utilise le titre en 1990 sur son titre Anniversary Waltz Part One (en),

sur un album :
- Conway Twitty, sur l'album The Rock & Roll Story (1960),
- Les Crickets sur l'album In Style With The Crickets (1960),
- Billy J. Kramer and the Dakotas sur l'album Little Children (1964),
- Les Kingsmen sur The Kingsmen Volume II (1964),
- Mae West enregistre en 1968 un album intitulé Great Balls of Fire, dont la première piste sera une reprise du titre de Lewis,
- Fleetwood Mac, sur l'album live Shrine '69 (paru en 1999),
- Une version bluegrass sort en 1972, interprétée par New Grass Revival (en) sur leur premier album (en),
- Les Humphries singers en 1974 sur l'album Rock'n Roll Party,
- Electric Light Orchestra en 1974 sur l'album live The Night the Light Went On (In Long Beach)[35],
- En 1977, Otis Blackwell reprend lui-même la chanson sur son album These Are My Songs![36],
- Dolly Parton dont la reprise, présente sur son album Great Balls of Fire en 1979, est la face B de Sweet Summer Lovin mais régulièrement diffusée sur les ondes radio à l'époque,
- En 1981, Amii Stewart enregistre sa version pour l'album Images,
- Les Flying Lizards en 1984 sur leur album Top Ten,
- L'acteur Omar Shariff sur l'album The Raven (1991),
- La chanteuse/animatrice Dorothée, en duo avec Jerry Lee Lewis, sur l'album Une histoire d'amour (1992),
- les Forbans en 1996 sur Rock'n Roll Story,
- Les Misfits, sur l'album Project 1950 (en) (2003),
- Les Jolly Boys réalisent une reprise mento en 2010, présente sur leur album Great Expectation,
- Chris Isaak en 2011 sur Beyond the Sun,
- Gareth Brooks en 2013 sur son album Blame It All on My Roots : Five Decades of Influences,
- Cliff Richard sur son album Just...Fabulous Rock'n Roll en 2016,

en live :
- En 1969, Tom Jones interprète ce titre en compagnie de Lewis lui-même lors d'un medley télévisé[37]. Durant la saison 2017 de The Voice UK, il reprend à nouveau le titre entre deux auditions à l'aveugle[38].
- Au début des années 1970, Aerosmith a interprété le titre à plusieurs reprises en concert[39],
- Take That durant leur Everything Changes Tour de 1993 à 1994 dans leur Rock'n Roll Medley[40], présent sur la Special Live Edition du single Love ain't here anymore[41], dans lequel Gary Barlow reprend Jerry Lee Lewis[42].
- Bruce Springsteen reprend le titre à quelques reprises entre 1993 et 2014[43],
- Elton John durant The Big Picture World Tour en 1998[44],

### Adaptations en langue étrangère
| Année | Langue    | Titre                  | Adaptation     | Interprète(s)                                              |
| ----- | --------- | ---------------------- | -------------- | ---------------------------------------------------------- |
| 1961  | Français  | Tu mets le feu         | Pierre Saka    | Les Rats, Les Pirates                                      |
| 1965  | Français  | J'ai tout mon temps    | Eddy Mitchell  | Eddy Mitchell (album Du rock 'n' roll au rhythm 'n' blues) |
| 1977  | Danois    | Stik mig en bajer      | Torben Eschen  | Rock Nalle & The Flames, The Rockabilly's                  |
| 1978  | Finnois   | Suuret pallit tulessa  | Moog Konttinen | Kontra                                                     |
| 1978  | Philipin  | Nagantso               |                | Judas                                                      |
| 1984  | Norvégien | Gamle gronne boller    | Eldar Vagan    | Vazelina Bilopphoggers                                     |
| 1989  | Espagnol  | Grandes luces de fuego | Julissa        | OV7 (en)                                                   |
| 2010  | Allemand  | Great Balls of Fire    | Bart Herman    | Wim Leys                                                   |